# Svein Bergersen
Svein Bergersen (6 agosto 1930 – 14 novembre 2005) è stato un calciatore norvegese, di ruolo centrocampista.

## Carriera

### Club
Bergersen giocò nel Lillestrøm dal 1949 al 1963.

### Nazionale
Conta 3 presenze per la Norvegia. Esordì il 12 giugno 1955, nella sconfitta per 0-1 contro la Romania.